# Шыхляр (Джебраильский район)
Шыхляр (азерб. Şıxlar) — село в составе Сирикской административно-территориальной единицы Джебраильского района Азербайджана, расположенное на склонах Карабахского хребта, в 15 км к северо-западу от города Джебраил.

## Топонимика
Прежнее название села — Шихлар-Ахмедлу. Близ села расположены руины города и кладбище Шыхляр с мавзолеями-тюрбе XIII—XIV вв., охватывающих территорию приблизительно в 10 га. Сёла с названием Шыхляр существуют и в других районах Азербайджана. Названия всех этих сёл означают «принадлежащий шейхам», «место, где жили шейхи», «место, где похоронены шейхи», «поколение шейхов» и т.п..

## История
В годы Российской империи село Шихлар-Ахмедлу входило в состав Ахмедлинского сельского округа Джебраильского уезда Елизаветпольской губернии.
В советские годы село входило в состав Сирикского сельсовета Джебраильского района Азербайджанской ССР. В селе была расположена начальная школа. В результате Первой карабахской войны в августе 1993 года перешло под контроль непризнанной Нагорно-Карабахской Республики.
22 октября 2020 года Президент Азербайджана Ильхам Алиев заявил об «освобождении от оккупации» войсками Азербайджана села Шыхляр.

## Население
По данным «Кавказского календаря» на 1912 год в селе Шихлар-Ахмедлу Карягинского уезда проживало 656 человек, в основном азербайджанцев, указанных в календаре как «татары».
В 1986 году в селе проживало 209 человек. Население села занималось животноводством, возделыванием пшеницы и виноградарством.

## Памятники культуры
На территории села расположены «холмы Имангазан» эпохи бронзового века, городище средних веков, круглый мавзолей-тюрбе XIV века.